# Кметове на Бон
Тази страница е списък на кметовете на Бон, Германия. Включва кметовете след 1800 г., както и градските управители от 1947 до 1996 г., когато постът е закрит.

## Кметове (Oberbürgermeister)
- 1800 - 1802: Йохан Йозев Айхов (Johann Joseph Eichhoff)
- 1802 - 1804: Николас Йозев Лейуне (Nicolas Joseph Lejeune) (kommissarisch)
- 1804 - 1816: Антон Мария Карл Граф фон Белдербуш (Anton Maria Karl Graf von Belderbusch)
- 1816 - 1816: Петер Йозев Айлендер (Peter Joseph Eilender) (kommissarisch)
- 1817 - 1839: Йохан Мартин Йозев Виндек (Johann Martin Joseph Windeck)
- 1840 - 1850: Карл Едмунд Йозев Опенхов (Karl Edmund Joseph Oppenhoff)
- 1851 - 1875: Леополд Кауфман (Leopold Kaufmann) – [1]
- 1875 - 1891: Херман Якоб Доч (Hermann Jakob Doetsch)
- 1891 - 1919: Вилхелм Шпиритус (Wilhelm Spiritus)
- 1920 - 1922: Фриц Ботлер (Fritz Bottler)
- 1923 - 1931: др. Йоханес Непомук Мария Фалк (Dr. Johannes Nepomuk Maria Falk)
- 1932 - 1933: др. Франц Вилхелм Люркен (Dr. Franz Wilhelm Lürken)
- 1933 - 1945: Лудвиг Рикерт (Ludwig Rickert)
- 1945 - 1948: Едуард Шполен (Eduard Spoelgen)
- 1948 - 1951: др. Петер Щокхаузен (Dr. Peter Stockhausen)
- 1951 - 1956: Петер Мария Бузен (Peter Maria Busen)
- 1956 - 1969: др. Вилхелм Даниелс (Dr. Wilhelm Daniels)
- 1969 - 1975: Петер Крамер (Peter Kraemer)
- 1975 - 1994: др. Ханс Даниелс (Dr. Hans Daniels)
- 1994 - 2009: Бербел Дикман (Bärbel Dieckmann)
- от 2009: Юрген Нимпч(Jürgen Nimptsch)

## Градски управители (Oberstadtdirektoren)
- 1947 - 1956: др. Йоханес Лангендьорфер (Dr. Johannes Langendörfer)
- 1956 - 1964: др. Франц Шмид (Dr. Franz Schmidt)
- 1964 - 1975: др. Волфганг Хесе (Dr. Wolfgang Hesse)
- 1976 - 1987: др. Карл-Хайнц фан Калденкеркен (Dr. Karl-Heinz van Kaldenkerken)
- 1987 - 1996: Дитер Дикман (Dieter Diekmann)